# Contea di Union (Kentucky)
La contea di Union in inglese Union County è una contea dello Stato del Kentucky, negli Stati Uniti. La popolazione al censimento del 2000 era di 15 637 abitanti. Il capoluogo di contea è Morganfield